# 新發田城
新發田城是位於日本新潟縣新發田市的一座城堡。江戶時代是新發田藩藩廳所在地。